# Stefania Ciesielska-Borkowska
Stefania Ciesielska-Borkowska (Lviv, 23 de juny de 1889-Cracòvia, 3 de juliol de 1966) va ser una filòloga i hispanista polonesa.
Nascuda a Lviv, llavors part de l'Imperi Austrohongarès, va fer els seus estudis a la universitat d'aquesta ciutat. Es va especialitzar en filologia romànica i va ser alumna d'Edward Perębowicz, creador de l'especialitat a l'àrea de llengua polonesa. Va ser professora de francès i filosofia a la Universitat de Cracovia des de 1919. Es va distingir en la difusió de les llengües i literatures romàniques, dedicant a la cultura espanyola la major part de les seves recerques. En 1928 va publicar Słownik encyklopedyczny francusko-polski (Diccionari enciclopèdic francès-polonès).
La seva tesi doctoral versava sobre la influència de la literatura espanyola en la polonesa. Va publicar treballs sobre Tirso de Molina, Calderón de la Barca, Valle-Inclán, Unamuno, García Lorca i altres autors espanyols. També va publicar el 1954 un manual per a l'ensenyament del castellà, Primers elements d'espanyol. En 1958 va fundar en Cracòvia l'Associació de la Cultura Ibèrica a Polònia. Va participar en el Primer Congrés Internacional d'Hispanistes a Oxford.
A la seva mort va deixar sense publicar una extensa monografia sobre Lope de Vega i un manuscrit sobre els viatgers polonesos en la península Ibèrica entre els segles XV i XVIII. També va deixar inacabat el projecte de crear una càtedra de filologia hispànica a la Universitat de Cracòvia.